# ストヤン・ヤンクロフ
ストヤン・ヤンクロフ（Стоян Янкулов、ラテン文字転写: Stoyan Yankoulov)、またはストゥンジ（Стунджи、ラテン文字転写: Stundji, 1966年9月10日 - ）は、ブルガリアのソフィア出身で、同国でもっとも名高いパーカッショニスト、ドラマー。優れたインスピレーションによって、ブルガリアやその他の民俗的なパーカッションや現代的なエレクトロニック・ビート、ドラムス、民俗楽器を織り交ぜて作り出される即興演奏を披露している。
2003年、有名な民俗音楽歌手であるエリツァ・トドロヴァとの共演プロジェクトをスタートした。

## 来歴
ストヤン・ヤンクロフはブルガリアのソフィアにある音楽学校"Lyubomir Pipkov"を卒業、国立音楽アカデミー"Pancho Vladigerov"に入った。 彼はロック、ジャズ・バンド、民俗合唱団、フュージョン・バンドなどで演奏し、また、米国など国外の多くのジャズや民族音楽のフェスティバルに参加した。
ヤンクロフがこれまでもっとも長い期間にわたって関わってきたバンドは1994年にヴェセリン・ヴェセリノフ・エチョ（ベース）、 Vasil Parmakov（ピアノ）とともに結成されたZone Cである。このバンドには後にMisho Grozdanov、 Vladko Karparov（サクソフォン）、 Ateshghan Yuseinov（ギター, タンブーラ）が加わった。
ヤンクロフはまた Theodosii Spassov（カヴァル）、Anatoly Vapirov（サクソフォン）とのトリオ Fairy Tale Trioを結成した。
最近の活動では、2005年に結成されたヤンクロフ自身とエリツァ・トドロヴァ、イヴァン・ショポフ（別名 DJ Cooh）、ヴェセリン・ヴェセリノフ・エチョ（ベース）からなるストヤン・ヤンクロフ・クインテットがある。このバンドは2005年に開かれたヴァルナ・ジャズ・フェスティヴァルに参加し、神秘的で民俗色を帯びた楽曲を披露した。

### プロジェクト
ヤンクロフがこれまでに関わってきた主なバンド
- Angel Zaberski JR Big Band
- Balkanatolia
- Balkan Winds
- Batoru -
- Duet: Stoyan Yankoulov & Elitsa Todorova
- Percussion Trio
- Please Shut Up Band
- Stoyan Yankoulov Quintet
- Vapirov-Donchev-Yankoulov
- Zig Zag Trio
- Zone C

## ユーロビジョン・ソング・コンテスト2007
2007年2月25日、エリツァ・トドロヴァとの共演曲「Water」がブルガリア国営放送のコンテストにより2007年のユーロビジョン・ソング・コンテストのブルガリア代表曲として選出された。彼らはブルガリア代表として初めて決勝まで進出し、5位にランクインした。